# Liste der Ortschaften im Bezirk Melk
Die Liste der Ortschaften im Bezirk Melk enthält die 40 Gemeinden und ihre zugehörigen Ortschaften im niederösterreichischen Bezirk Melk. Stand Ortschaften: 1. Jänner 2022
Kursive Gemeindenamen sind keine Ortschaften, in Klammern der Status Markt bzw. Stadt. Die Angaben erfolgen im offiziellen Gemeinde- bzw. Ortschaftsnamen, wie von der Statistik Austria geführt.
- Artstetten-Pöbring (Markt)
  - Aichau
  - Artstetten
  - Dölla
  - Fritzelsdorf
  - Hart
  - Hasling
  - Lohsdorf
  - Nussendorf
  - Oberndorf
  - Payerstetten
  - Pleißing
  - Pöbring
  - Schwarzau
  - Trennegg
  - Unterbierbaum

- Bergland
- Bischofstetten (Markt)
  - Buchgraben
  - Christenberg
  - Dörfl
  - Großa
  - Grünwies
  - Haag
  - Haberg
  - Hanau
  - Hintergrub
  - Mitterschildbach
  - Neubing
  - Niederbauern
  - Oberschildbach
  - Oberweg
  - Rametzhofen
  - Sierning
  - Strohdorf
  - Tonach
  - Unterschildbach
  - Unterweg
  - Winkelsdorf
  - Zauching

- Blindenmarkt (Markt)
  - Atzelsdorf
  - Hubertendorf

- Dorfstetten
  - Forstamt
  - Wimbergeramt

- Dunkelsteinerwald (Markt)
  - Aichberg
  - Besenbuch
  - Bichl
  - Bittersbach
  - Dürnbach
  - Eckartsberg
  - Gansbach
  - Gerolding
  - Häusling
  - Heitzing
  - Hessendorf
  - Himberg
  - Hohenwarth
  - Kicking
  - Kochholz
  - Krapfenberg
  - Lanzing
  - Lerchfeld
  - Lottersberg
  - Maierhöfen
  - Mauer bei Melk
  - Neu-Gerolding
  - Neuhofen
  - Nölling
  - Nonnenhöfen
  - Oed
  - Ohnreith
  - Pfaffing bei Mauer
  - Pinnenhöfen
  - Schwaigbichl
  - Thal
  - Umbach
  - Ursprung

- Emmersdorf an der Donau (Markt)
  - Fahnsdorf
  - Goßam
  - Grimsing
  - Hain
  - Hofamt
  - Luberegg
  - Mödelsdorf
  - Pömling
  - Rantenberg
  - Reith
  - Schallemmersdorf
  - St. Georgen

- Erlauf (Markt)
  - Harlanden
  - Knocking
  - Maierhofen
  - Niederndorf
  - Ofling
  - Steinwand
  - Wolfring

- Golling an der Erlauf (Markt)
  - Golling
  - Hinterleiten
  - Neuda
  - Sittenberg

- Hofamt Priel
  - Am Reitern
  - Brand
  - Doberg
  - Eben
  - Fahrenbach
  - Feldmüllerstall
  - Forsthub
  - Gartln
  - Graslhof
  - Harland
  - Hinterhaus
  - Holzian
  - Kalz/Reith
  - Klaus
  - Kleehof
  - Knogl
  - Mitterberg
  - Pemperreith
  - Rehberg
  - Rosenbichl
  - Rote Säge
  - Rottenberg
  - Rottenhof
  - Viehtrift
  - Weins
  - Ysperdorf

- Hürm (Markt)
  - Arnersdorf
  - Atzing
  - Diendorf
  - Grub
  - Hainberg
  - Harmersdorf
  - Hösing
  - Inning
  - Kronaberg
  - Löbersdorf
  - Maxenbach
  - Mitterradl
  - Murschratten
  - Neustift bei Sooß
  - Ober-Siegendorf
  - Ober-Thurnhofen
  - Oberhaag
  - Oberradl
  - Pöttendorf
  - Scharagraben
  - Schlatzendorf
  - Seeben
  - Sooß
  - Unter-Siegendorf
  - Unter-Thurnhofen
  - Unterhaag

- Kilb (Markt)
  - Braunöd
  - Bühren
  - Dörfl
  - Dornhof
  - Feld
  - Fleischessen
  - Fohra
  - Fohrafeld
  - Freyen
  - Gartling
  - Glosbach
  - Graben
  - Graben bei Haag
  - Grub bei Kilb
  - Guglberg
  - Hauersdorf
  - Haxenöd
  - Heinrichsberg
  - Hohenbrand
  - Hummelbach
  - Kettenreith
  - Kohlenberg
  - Laach
  - Maierhöfen
  - Mallau
  - Niederhofen
  - Oberneuberg
  - Panschach
  - Petersberg
  - Rametzberg
  - Ranzenbach
  - Ruttersdorf
  - Schlögelsbach
  - Schützen
  - Taubenwang
  - Teufelsdorf
  - Umbach
  - Unterneuberg
  - Unterschmidbach
  - Volkersdorf
  - Waasen bei Kilb
  - Wiesenöd
  - Wötzling

- Kirnberg an der Mank
  - Artlehen
  - Außerreith
  - Furth
  - Innerreith
  - Kimming
  - Kroisbach
  - Maierhöfen
  - Obergraben
  - Oed an der Mank
  - Pöllaberg
  - Ranitzhof
  - Sattlehen
  - Strohhof
  - Untergraben
  - Wolfsbach
  - Wolfsmath

- Klein-Pöchlarn (Markt)
- Krummnußbaum (Markt)
  - Annastift
  - Diedersdorf
  - Holzern
  - Neustift
  - Wallenbach

- Leiben (Markt)
  - Ebersdorf
  - Kaumberg
  - Lehen
  - Losau
  - Mampasberg
  - Neu-Weinzierl
  - Urfahr
  - Weinzierl
  - Weitenegg

- Loosdorf (Markt)
  - Albrechtsberg an der Pielach
  - Neubach
  - Rohr
  - Sitzenthal

- Mank (Stadt)
  - Aichen
  - Altenhofen
  - Anzenbach
  - Bodendorf
  - Busendorf
  - Dorna
  - Fohra
  - Fritzberg
  - Gries
  - Großaigen
  - Hagberg
  - Hörgstberg
  - Hörsdorf
  - Kälberhart
  - Kleinaigen
  - Kleinzell
  - Lehen
  - Loipersdorf
  - Loitsbach
  - Loitsdorf
  - Massendorf
  - Münichhofen
  - Nacht
  - Oberschmidbach
  - Pichlreit
  - Pölla
  - Poppendorf
  - Ritzenberg
  - Rührsdorf
  - Simonsberg
  - St. Frein
  - St. Haus
  - Strannersdorf
  - Wies
  - Wolkersdorf

- Marbach an der Donau (Markt)
  - Auratsberg
  - Friesenegg
  - Granz
  - Kracking
  - Krummnußbaum an der Donauuferbahn
  - Schaufel

- Maria Taferl (Markt)
  - Hilmanger
  - Obererla
  - Oberthalheim
  - Reitern
  - Untererla
  - Unterthalheim
  - Wimm

- Melk (Stadt)
  - Großpriel
  - Kollapriel
  - Pielach
  - Pielachberg
  - Pöverding
  - Rosenfeld
  - Schrattenbruck
  - Spielberg
  - Winden

- Münichreith-Laimbach
  - Edelsreith
  - Eggathon
  - Gmaining
  - Kehrbach
  - Kollnitz
  - Laimbach am Ostrong
  - Mayerhofen
  - Münichreith am Ostrong
  - Pargatstetten
  - Rappoltenreith

- Neumarkt an der Ybbs (Markt)
  - Kemmelbach
  - Waasen
  - Winden
  - Wolfsberg

- Nöchling (Markt)
  - Artneramt
  - Baumgartenberg
  - Freigericht
  - Gulling
  - Mitterndorf
  - Niederndorf

- Persenbeug-Gottsdorf (Markt)
  - Gottsdorf
  - Hagsdorf
  - Loja
  - Metzling
  - Persenbeug

- Petzenkirchen (Markt)
- Pöchlarn (Stadt)
  - Ornding
  - Rampersdorf
  - Röhrapoint
  - Wörth

- Pöggstall (Markt)
  - Am Teich
  - Annagschmais
  - Arndorf
  - Aschelberg
  - Auhof
  - Bergern bei Pöggstall
  - Bergern bei Würnsdorf
  - Brennhof
  - Brennmühle
  - Bruck am Ostrong
  - Dietsam
  - Gerersdorf
  - Gmainhofmühle
  - Gottsberg
  - Grub bei Aschelberg
  - Grub bei Neukirchen am Ostrong
  - Gsteinert
  - Haag
  - Hinterfeld
  - Höfleshof
  - Hölltal
  - Kälberhof
  - Krempersbach
  - Krumling
  - Laas
  - Landstetten
  - Loibersdorf
  - Muckendorf
  - Mürfelndorf
  - Neue Welt
  - Neukirchen am Ostrong
  - Oberbierbaum
  - Oberdörfl
  - Oberhohenau
  - Oed
  - Oscha
  - Pömmerstall
  - Prinzelndorf
  - Reitern
  - Riedersdorf
  - Sading
  - Staudenhäuser
  - Stockhof
  - Stollmühle
  - Straßreith
  - Thann
  - Thannhof
  - Troising
  - Unterhohenau
  - Wachtberg
  - Weinling
  - Weißpyhra
  - Würnsdorf
  - Zöbring

- Raxendorf (Markt)
  - Afterbach
  - Braunegg
  - Eibetsberg
  - Feistritz
  - Klebing
  - Laufenegg
  - Lehsdorf
  - Mannersdorf
  - Moos
  - Neudorf
  - Neusiedl am Feldstein
  - Neusiedl bei Pfaffenhof
  - Ottenberg
  - Pfaffenhof
  - Pölla
  - Robans
  - Steinbach
  - Troibetsberg
  - Walkersdorf
  - Zehentegg
  - Zeining
  - Zogelsdorf

- Ruprechtshofen (Markt)
  - Baulanden
  - Brunnwiesen
  - Etzen
  - Fittenberg
  - Fohregg
  - Geretzbach
  - Graben
  - Grabenegg
  - Grub
  - Hofstetten
  - Hohentann
  - Hub
  - Kagelsberg
  - Kalcha
  - Koth
  - Kronberg
  - Kühberg
  - Lasserthal
  - Lehen
  - Naspern
  - Ockert
  - Oed
  - Rainberg
  - Reisenhof
  - Riegers
  - Rottenhof
  - Schlatten
  - Simhof
  - Sinhof
  - Weghof
  - Wies
  - Zinsenhof
  - Zwerbach

- St. Leonhard am Forst (Markt)
  - Aichbach
  - Altenhofen
  - Apfaltersbach
  - Au
  - Brandstatt bei Au
  - Brandstatt bei Oed
  - Dangelsbach
  - Diesendorf
  - Eisguggen
  - Eselsteiggraben
  - Fachelberg
  - Gassen
  - Geigenberg
  - Grillenreith
  - Grimmegg
  - Großweichselbach
  - Grub bei Harbach
  - Haindorf
  - Harbach
  - Haslach
  - Hochstraß
  - Hohenreith
  - Hörgerstall
  - Hub an der Mank
  - Kerndl
  - Kleinweichselbach
  - Kühberg
  - Lachau
  - Lehenleiten
  - Lunzen
  - Oed bei Haslach
  - Pöllendorf
  - Pühra
  - Reith bei Vornholz
  - Reith bei Weichselbach
  - Rinn
  - Ritzenberg
  - Ritzengrub
  - Sandeben
  - Schönbuch
  - Schweining
  - Seimetzbach
  - Steghof
  - Steinbach
  - Straß
  - Thal
  - Urbach
  - Vornholz
  - Wegscheid

- St. Martin-Karlsbach (Markt)
  - Ennsbach
  - Karlsbach
  - St. Martin am Ybbsfelde

- St. Oswald

- Schollach
  - Anzendorf
  - Groß-Schollach
  - Klein-Schollach
  - Merkendorf
  - Roggendorf
  - Schallaburg
  - Steinparz

- Schönbühel-Aggsbach (Markt)
  - Aggsbach-Dorf
  - Aggstein
  - Berging
  - Gschwendt
  - Hub
  - Schönbühel an der Donau
  - Wolfstein

- Texingtal
  - Altendorf
  - Bach
  - Fischbach
  - Großmaierhof
  - Haberleiten
  - Hinterberg
  - Hinterholz
  - Hinterleiten
  - Kleinmaierhof
  - Mühlgraben
  - Panholz
  - Plankenstein
  - Reinöd
  - Rosenbichl
  - Schwaighof
  - Sonnleithen
  - St. Gotthard
  - Steingrub
  - Straß bei Texing
  - Texing
  - Walzberg
  - Weißenbach

- Weiten (Markt)
  - Am Schuß
  - Eibetsberg
  - Eitental
  - Filsendorf
  - Jasenegg
  - Mollenburg
  - Mollendorf
  - Mörenz
  - Nasting
  - Rafles
  - Seiterndorf
  - Streitwiesen
  - Tottendorf
  - Weiterndorf

- Ybbs an der Donau (Stadt)
  - Donaudorf
  - Göttsbach
  - Sarling
  - Säusenstein

- Yspertal (Markt)
  - Haslau
  - Kapelleramt
  - Nächst Altenmarkt
  - Wimberg

- Zelking-Matzleinsdorf
  - Anzenberg
  - Arb
  - Bergern
  - Einsiedl
  - Freiningau
  - Gassen
  - Hofstetten
  - Maierhöfen
  - Mannersdorf
  - Matzleinsdorf
  - Zelking